# Museo Ernesto "Che" Guevara
Il Museo Ernesto "Che" Guevara si trova nel quartiere Carlos Pellegrini, nella città di Alta Gracia, nella provincia di Córdoba, in Argentina.
Il Museo è un omaggio alla terra che ha visto crescere Ernesto Guevara, il "Che", dai 4 ai 16 anni. Il museo un tempo era la casa della famiglia Guevara.
La casa-museo dispone di 10 camere 1 più un patio e un garage. Sono raccolti oggetti usati in tempi diversi da Ernesto Guevara, tra i più importanti è la bicicletta motorizzata originale con la quale ha fatto il suo primo viaggio nei paesi dell'America Latina e una moto dello stesso modello di quella usata dal "Che" Per il tuo secondo viaggio. C'è anche una replica dell'uniforme e ci sono molte foto di diversi momenti della vita di Guevara.

## Galleria d'immagini

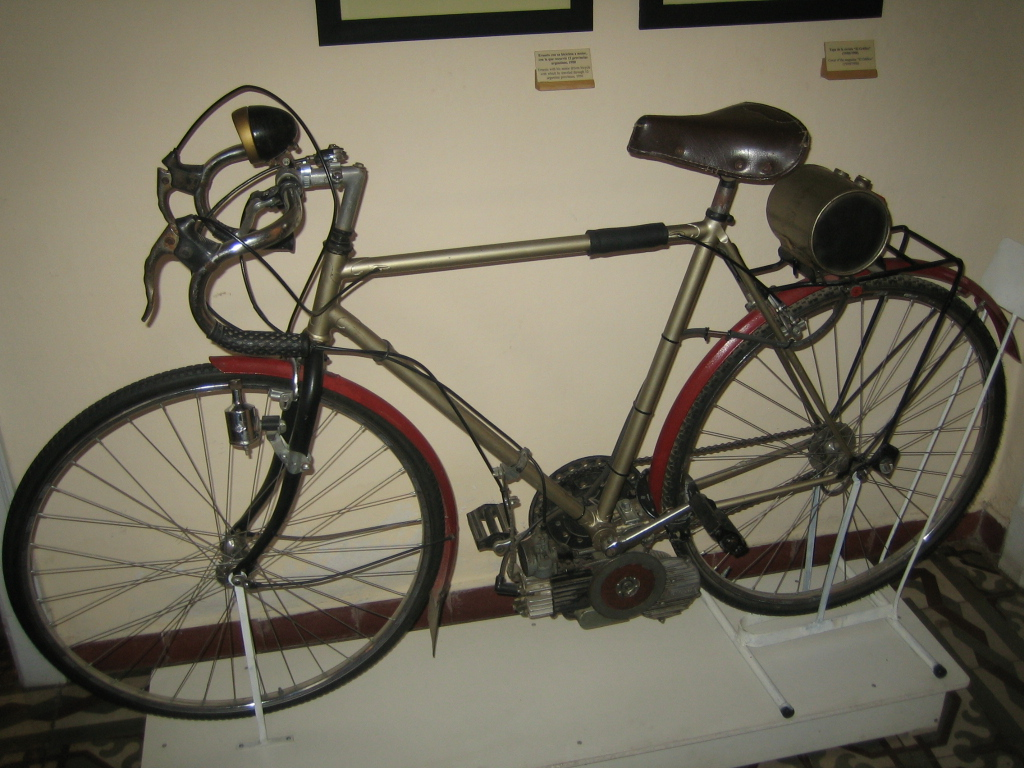
Bicicletta motorizzata originale di Ernesto Guevara
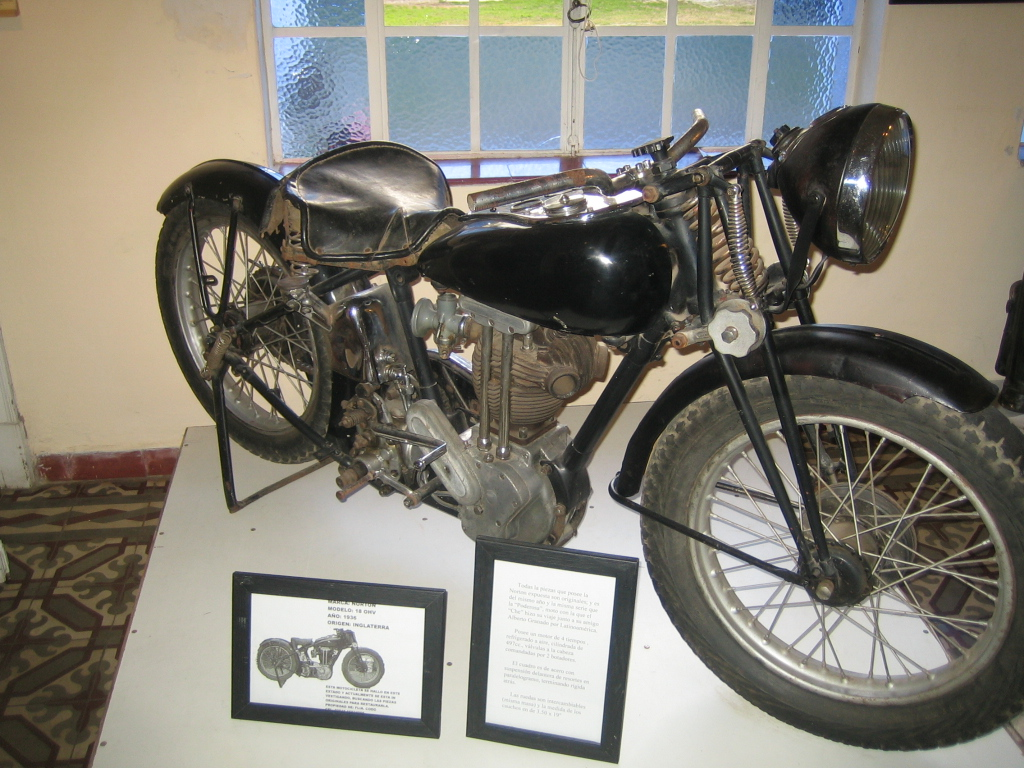
Replica della "La Poderosa".